# 미국제 영성에 속지 말라
《미국제 영성에 속지 말라》(In the face of God)는 미국 복음주의 비평서 《미국제 복음주의를 경계하라》(Made in America: The Shaping of Modern American Evangelicalism, 1996년, 2001년, 나침반)의 개정판이다. 저자는 미국 장로교 목사이자 신학자인 마이클 호턴이다. 2005년에 기독교를 전문으로 하는 종합선교 규장 이 역간하였다.

## 내용
저자는 미국의 복음주의적인 교회의 문제점 즉, 번영신학과 주관주의를 신학자의 관점에서 비판하면서, 십자가 신학, 성서말씀, 예전, 성사(Sacrament)를 그 대안으로 제시한다. 규장은 한국 기독교를 지배하는 풍조인 기복신앙을 비판하는 취지에서 이 저서를 소개했다 할 수 있다.
일부 복음주의적 대형교회들은 긍정적 사고방식, 심리치유, 영적 수행에 대한 주제들을 집중 공략함으로써 ‘구도자’ 시장에서 고객들을 선점하고 있다. 이것은 명확한 신학적 방향타 없이, 교회들이 점차적으로 대중적인 추세들에 아첨하게 된 것을 의미한다. 기독교 진리와 대중 영성의 유행하는 취미 사이의 노선들이 점차 불분명해지고 있다.오늘날의 기독교 문화는 권력과 영광에 취해 있는 것처럼 보인다. 우리는 이 모습을 숫자적 성장을 위해서라면 상업주의를 마다하지 않는 교회성장운동, 그리스도인이 된 명사들에 대한 열중, 파워 엘리트들과 줄을 대려고 애쓰는 행동, 정부 청사에 영향력을 끼치는 일에 대한 우쭐함에서 본다. 종종 대형 집회로 열리는 쇼 엔터테인먼트 화 된 찬양 집회에서, 그리고 많은 사람들이 동원되었다가 거의 제자가 되는 일이 없는 대중 전도 집회에서 이 모습을 본다. 우리는 그리스도와 십자가를 ‘나’(me)로 대체하고, 하나님의 얼굴을 보려는, 하나님의 권능을 체험하려는, 하나님의 영광을 직접 보려는, 하나님의 감촉을 느끼려는 나의 욕망을 대변하는 노래들을 부른다. 그리고 감정의 사다리를 기어오른다. 그러면서 하나님 면전에 나아가는 자기 소견에 좋은 방식을 ‘찬양’하고 있다. 이것은 하나님 찬양이 아니라 인간 자신을 찬양하는 것이다. 이러한 왜곡된 영성은 성경이 말하는 진정한 영성과는 너무나 판이하게 다르다.(종합선교 규장 이 공개한 본문일부 발췌)

### 차례
- 1부┃미국제 영성에 미혹된 그리스도인

01_ 성경은 미국제 영성에 경계경보를 발한다 12
02_ 복음이 실용주의와 자아도취주의에 가위눌려 있다 47
03_ 꿩 잡는 것이 매라면 혼합주의라도 좋다 92
- 2부┃미국제 영성에 중독된 그리스도인

04_ 십자가 신학을 기피하고 영광의 신학만을 탐한다 128
05_ 영적 전투를 주술적 형태로 미신화시킨다 157
06_ 진정한 하나님을 버리고 내가 만든 하나님을 믿는다 180
- 3부┃미국제 영성을 거부하는 그리스도인

07_ 대중에 더 이상 아부하지 말고 당당히 십자가의 길로 하나님께 나아가라 208
08_ 인간의 입맛에 맞춘 쇼 엔터테인먼트 적 축제화된 집회가 아니라 오직 말씀과 성례로 은혜 받으라 226
09_ 성령과의 직통 교제가 아니라 말씀과 성례와 더불어 역사하시는 성령을 신뢰하라 257
10_ 부와 번영의 복음, 긍정적 사고방식의 복음이 아니라 오직 십자가 복음만을 믿어라 294
- 후주